# Giuseppe La Loggia

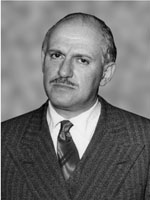
Giuseppe La Loggia

Giuseppe La Loggia (* 1. Mai 1911 in Agrigent; † 2. März 1994 in Rom) war ein italienischer Politiker der Democrazia Cristiana (DC).
La Loggia war vom 5. Juni 1955 bis 4. April 1956 Präsident der Assemblea Regionale Siciliana. Vom 5. April 1956 bis zum 13. Mai 1958 war er Präsident der Region Sizilien.
Von 1968 bis 1983 war er Mitglied der Camera dei deputati.

## Biographie
Giuseppe La Loggia war Anwalt und Universitätsprofessor für Arbeitsrecht an der Universität Palermo. Sohn von Enrico La Loggia, Unterstaatssekretär für Finanzen im Jahr 1921, einer der Befürworter des sizilianischen Statuts und Vater des ehemaligen Ministers Enrico La Loggia.
Er wurde 1947 zum Abgeordneten der sizilianischen Regionalversammlung in den Reihen der Christdemokratie gewählt und behielt dieses Amt bis 1967. Er wurde sofort Assessor für Landwirtschaft und Forstwirtschaft in der ersten und zweiten Alessi-Regierung (vom 30. Mai 1947 bis 8. März 1948 und vom 9. März 1948 bis zum 11. Januar 1949) und später Assessor für Finanzen in der ersten und zweiten Restivo-Regierung (vom 12. Januar 1949 bis zum Ende der Legislaturperiode und vom 20. Juli 1951 bis zum Ende der Legislaturperiode). Von 1955 bis 1956 war er Präsident der ARS.
1956 wurde er zum Präsidenten der Region Sizilien gewählt. Im Oktober 1958 wurde La Loggia, dessen politische Aktion von DC-Sekretär Amintore Fanfani unterstützt wurde, von vielen seiner Parteigefährten vehement angegriffen und gezwungen, als Präsident der Region zurückzutreten. Silvio Millazzo wurde in seinem Amt zum Präsidenten gewählt, in dessen Regierung sich Vertreter sowohl der Kommunistischen Partei Italiens als auch der italienischen Sozialbewegung befanden. Dieses Ereignis erhielt den Namen "Milazzo-Operation", von dem auch der Neologismus "Millazzismo" abgeleitet wurde.
Anschließend war La Loggia von 1963 bis 1964 Regional Assessor für Tourismus, von 1962 bis 1965 Bürgermeister von Cattolica Eraclea und auch der erste Präsident von ESPI, der sizilianischen Stelle für Industrieförderung, eine Position, die er von 1967 bis 1968 innehatte.
1968 wurde er in die Abgeordnetenkammer gewählt, wo er seinen Sitz bis 1983 behielt. Anschließend wurde er zum Richter des Staatsrats und anschließend zum Präsidenten des staatlichen polygraphischen Instituts ernannt. Er starb am 2. März 1994 in Rom.